# Kretniczek chiński
Kretniczek chiński (Scapanulus oweni) – gatunek ssaka z rodziny kretowatych (Talpidae). Jest jedynym przedstawicielem rodzaju Scapanulus.

## Systematyka
Takson po raz pierwszy opisany przez O. Thomasa w 1912 roku w czasopiśmie The Annals and Magazine of Natural History pod nazwą Scapanulus oweni. Jako miejsce typowe autor wskazał Gansu w Chinach. Jedyny żyjący współcześnie przedstawiciel rodzaju kretniczek (Scapanulus) utworzonego również przez O. Thomasa w 1912 roku.

## Występowanie
Scapanulus oweni jest gatunkiem endemicznym. Występuje wyłącznie w Chinach.